# Зебровая циккаба
Зебровая циккаба (лат. Strix huhula) — представитель рода неясытей, обитающий в Южной Америке.

## Описание
Ареал зебровой циккабы покрывает обширные территория Парагвая, Бразилии, Боливии, южный частей Венесуэлы и Колумбии. Это сравнительно небольшие (30-36 см) ночные хищники, населяют тропические и субтропические леса, банановые и кофейные плантации в востоку от Анд. Окрас : серая сова в чёрную полоску. Предпочитает низины, обычно не выше 500 метров над уровнем моря, но встречалась и в предгорьях Анд. Питается в основном крупными насекомыми. О репродуктивной биологии этого вида известно очень немного.